# Strzelce (gmina)

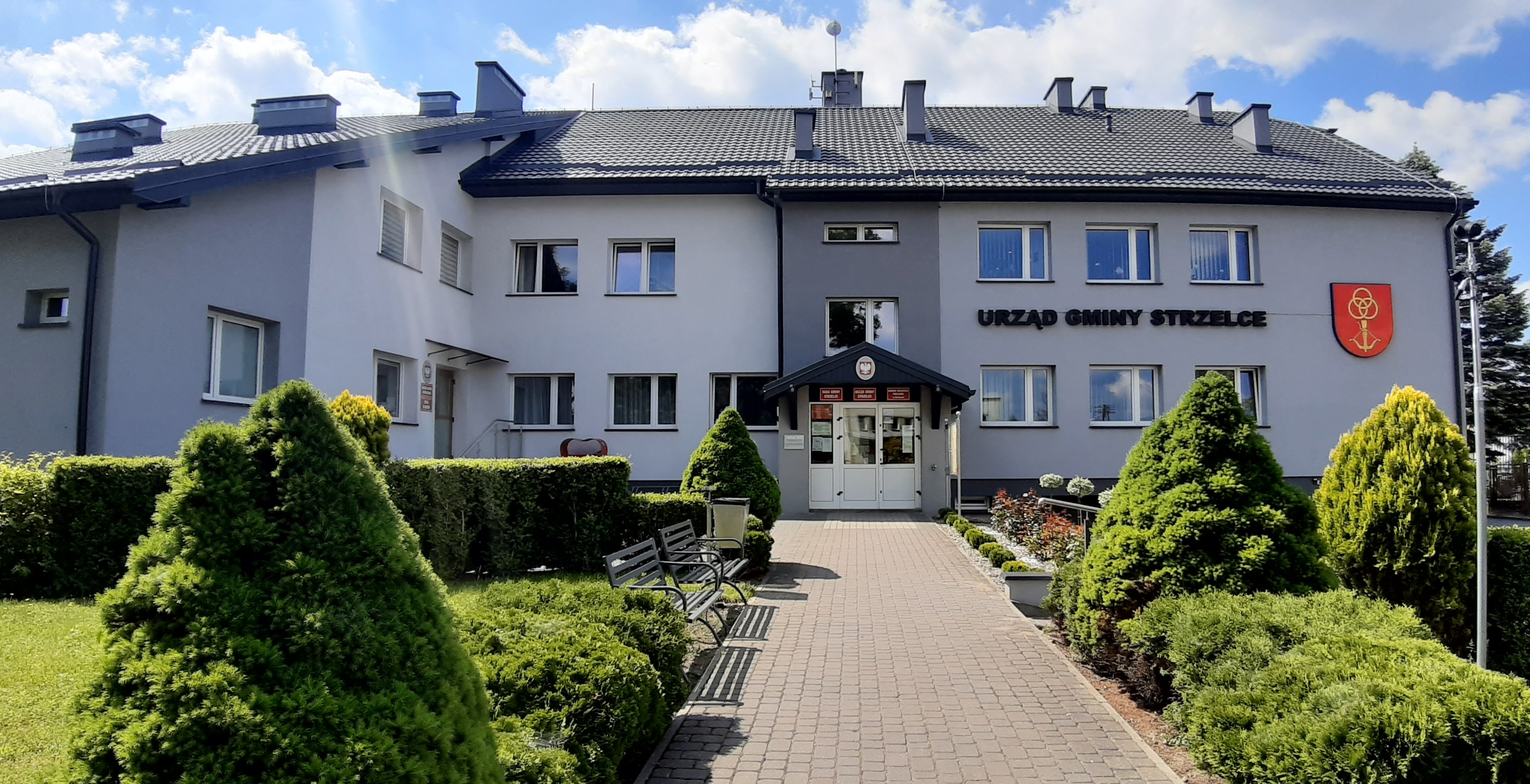
Budynek urzędu gminy w Strzelcach

Strzelce (do 1953 gmina Sójki) – gmina wiejska w Polsce położona w województwie łódzkim, w powiecie kutnowskim. W latach 1975–1998 gmina administracyjnie należała do województwa płockiego.
Siedziba gminy to Strzelce.
Według danych z 31 grudnia 2014 gminę zamieszkiwało 4065 osób. Natomiast według danych z 31 grudnia 2017 roku gminę zamieszkiwało 3969 osób.
Gmina jest członkiem Związku Gmin Regionu Kutnowskiego.

## Struktura powierzchni
Według danych z roku 2007 gmina Strzelce ma obszar 90,09 km², w tym:
- użytki rolne: 85%
- użytki leśne: 8%

Gmina stanowi 10,16% powierzchni powiatu kutnowskiego.

## Demografia

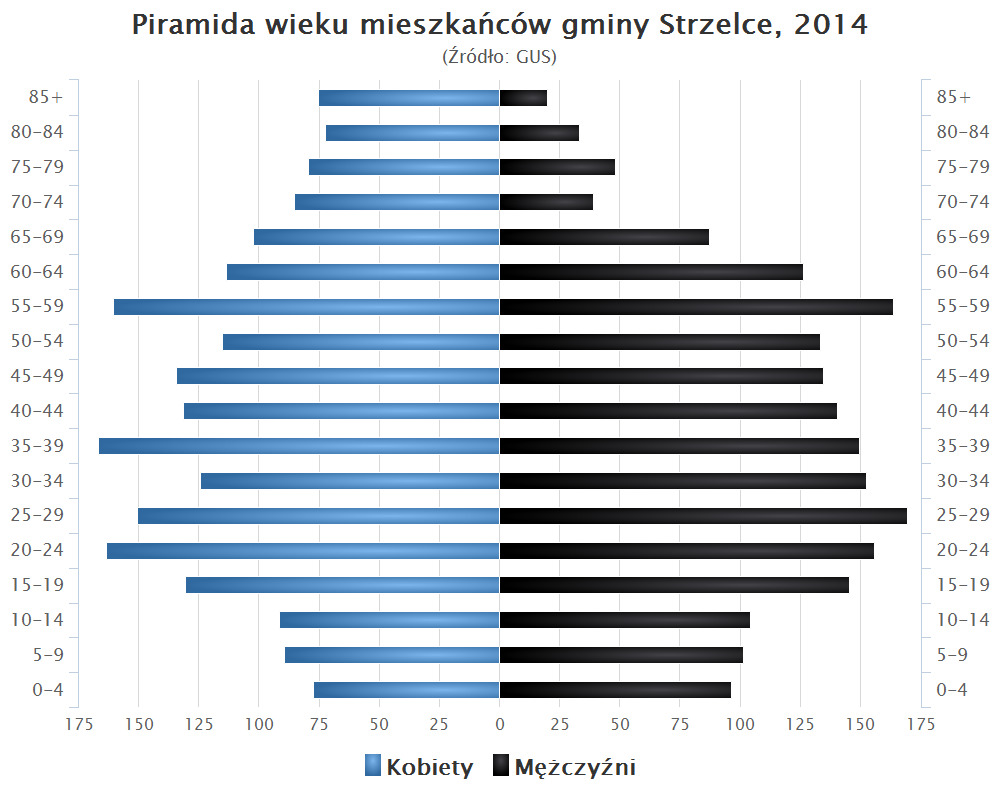
Piramida wieku mieszkańców gminy Strzelce w 2014 roku

Dane z 31 grudnia 2014:
| Opis                              | Ogółem | Ogółem | Kobiety | Kobiety | Mężczyźni | Mężczyźni |
| --------------------------------- | ------ | ------ | ------- | ------- | --------- | --------- |
| jednostka                         | osób   | %      | osób    | %       | osób      | %         |
| populacja                         | 4065   | 100    | 2062    | 50,7    | 2003      | 49,3      |
| gęstość zaludnienia (mieszk./km²) | 45     | 45     | 22,9    | 22,9    | 22,2      | 22,2      |

## Sołectwa
Aleksandrów, Bociany, Dąbkowice, Długołęka, Karolew, Klonowiec Stary, Kozia Góra, Marianów, Muchnice Nowe, Muchnów, Niedrzaków, Niedrzew Pierwszy, Niedrzew Drugi, Przyzórz, Rejmontów, Siemianów, Sójki, Strzelce, Wieszczyce, Wola Raciborowska.

## Pozostałe miejscowości
Bielawy, Dębina, Glinice, Holendry Strzeleckie, Janiszew, Marianka, Marianów Dolny, Muchnice, Niedrzakówek, Nowa Kozia Góra, Sójki-Parcel, Strzelce Kujawskie, Zaranna, Zgórze.

## Sąsiednie gminy
Gostynin, Kutno, Łanięta, Oporów, Szczawin Kościelny